# Netastoma japonicum
Netastoma japonicum är en musselart som först beskrevs av Yokoyama 1920.  Netastoma japonicum ingår i släktet Netastoma och familjen borrmusslor. Inga underarter finns listade i Catalogue of Life.